# Barbara (Grosser)
Barbara, imię świeckie Wiera Grosser, zd. Dubińska (ur. 26 marca 1908 w Ostrogu, zm. 2 lutego 1986 w monasterze na górze Grabarce) – polska mniszka prawosławna, przełożona monasteru Świętych Marty i Marii na górze Grabarce w latach 1962–1986.

## Życiorys

### Młodość i życie świeckie
Pochodziła z wielodzietnej rodziny dyrektora gimnazjum w Ostrogu Edwarda Dubińskiego oraz Wiery zd. Kondratiewej. Jej rodzina była głęboko religijna. Ukończyła szkołę dla dziewcząt prowadzoną przez prawosławne bractwo Świętych Cyryla i Metodego. Po śmierci swojego ojca przeprowadziła się do domu wuja do Krzemieńca. W wieku 18 lat wyszła za mąż za Edwarda Grossera, z którym miała troje dzieci.
Gdy Wiera Grosser miała 27 lat, jedno z jej dzieci zapadło na ciężką chorobę i było bliskie śmierci. Złożyła wówczas obietnicę, iż w razie jego wyzdrowienia rozwiedzie się z mężem i zostanie mniszką. Dziecko faktycznie wróciło do zdrowia, jednak spowiednik kobiety oznajmił, iż będąc matką nie może natychmiast zrealizować danego przyrzeczenia. Wiera Grosser postanowiła zatem poświęcić się wyłącznie wychowywaniu dzieci 
Po 1945 ekspatriowana została do Nowej Wsi k. Olsztyna. Współtworzyła następnie parafię Opieki Matki Bożej w Olsztynie.

### Życie mnisze
Wiera Grosser dowiedziała się o istnieniu na górze Grabarce żeńskiego klasztoru w 1959. Po kilku wizytach w monasterze wstąpiła do niego jako posłusznica w 1960. Początkowo, po miesiącu pobytu we wspólnocie, ihumenia Angelina nakazała jej powrót do życia świeckiego. Po kilku miesiącach Wiera Grosser otrzymała jednak list, w którym proszono ją o ponowny przyjazd do klasztoru. Jako nowicjuszka prowadziła księgowość monasteru.
6 marca 1962 złożyła wieczyste śluby mnisze, przyjmując imię Barbara. Już 25 marca tego samego roku powierzono jej urząd przełożonej klasztoru. W czasie pełnienia tej funkcji doprowadziła do modernizacji obiektów klasztornych (m.in. założenie telefonu, doprowadzenie wody bieżącej i prądu), ich remontu oraz rozbudowy o nowy budynek mieszkalny dla mniszek. Z jej inicjatywy Adam Stalony-Dobrzański wykonał nowe ikony dla cerkwi monasterskiej. W 1974, według własnych wspomnień, miała zostać cudownie uzdrowiona (jej złamana ręka zrosła się w ciągu trzech dni). Współuczestniczyła w tworzeniu Bractwa Młodzieży Prawosławnej.
Za swoją pracę na rzecz Kościoła otrzymała godność ihumeni, zaś w 1976 – prawo noszenia krzyża z ozdobami. Obowiązki przełożonej monasteru wykonywała do końca życia, mimo złego stanu zdrowia (chorowała na serce i żołądek, co stało się ostatecznie przyczyną jej śmierci). Zmarła i została pochowana w monasterze na Grabarce.
W 1984 otrzymała odznakę „Zasłużony Białostocczyźnie”.